# Нагорняк, Сергей Николаевич
Серге́й Никола́евич Нагорня́к (укр. Сергій Миколайович Нагорняк; род. 5 сентября 1971, Винница) — украинский футболист и тренер.

## Биография
Начинал играть в родной Виннице — сначала в любительских командах, затем — в профессиональном клубе «Нива». В эти годы выделялся на поле спринтерскими качествами.
В 1995 принял приглашение Вячеслава Грозного приехать на сборы московского «Спартака». По их окончании был зачислен в столичный клуб. Тем не менее заиграть в основе не удалось из-за конкуренции. В итоге, уже с осени 1995 играл за днепропетровский «Днепр». Вместе с командой удачно выступал в лиге и кубке — в 1997 был финалистом Кубка Украины («Днепр» уступил «Шахтеру» 0:1).
29 октября 1997 после первого стыкового матча Хорватия — Украина в допингпробе Нагорняка был обнаружен запрещенный препарат бромантан.
Комитет ФИФА по организации чемпионата мира решил не аннулировать итог матча сборных (Хорватия выиграла 2:0). 2 декабря 1999 года, не дожидаясь окончательного решения Оргкомитета ФИФА «Франция-98» по этому инциденту, Федерация футбола Украины дисквалифицировала Нагорняка на два года (до 31 декабря 1999 года).
По версии ФФУ, виноват в произошедшем футболист, принявший лекарство за 2 часа до матча по совету врача «Днепра» Левченко, чтобы снять головокружение и нервозность. По неофициальной версии, Нагорняка уговорили взять на себя вину, поскольку положительной была допингпроба другого игрока, сдававшего её в тот день — Юрия Дмитрулина. На тот момент была актуальна история с «подкупом» арбитров на матче Лиги чемпионов, приведшая к дисквалификации киевского «Динамо» на европейской арене. Дмитрулина, как игрока «Динамо», пытались отгородить от нового скандала. Нагорняк в своих интервью эту версию не подтверждает. Весь период дисквалификации Нагорняк занимался с основным составом «Днепра», поддерживал физическую форму.
В последнем сезоне за «Днепр» (1997/98) на Сергея вышли селекционеры донецкого «Шахтёра». Спустя некоторое время, после звонка от тренера Валерия Яремченко, перешёл к «горнякам». Закрепиться в новом клубе не удалось — при Яремченко он играл постоянно, но при Бышовце получил травму — надрыв задней поверхности бедра. Как только выздоровел, заболел фолликулярной ангиной. Затем в «Шахтер» пришёл Виктор Прокопенко, который от услуг футболиста отказался.
В 2000, по окончании контракта с «Шахтёром», решился на переезд в Китай. В первый же год был признан лучшим легионером чемпионата Китая, хотя команда заняла только 5-е место. В китайских клубах работал под началом российских специалистов — в «Шэньян Хайши» с Валерием Непомнящим, в «Шаньдун Лунэн» — с Борисом Игнатьевым. В итоге, отыграл в Китае 4 года.
За сборную Украины сыграл 14 матчей. Дебютировал 7 сентября 1994 года в матче со сборной Литвы.
В чемпионатах Украины провел 169 матчей, забил 31 мяч.
После окончания карьеры занимался бизнесом в Киеве, был экспертом программы «Профутбол» канала 2+2. В июне 2014 года Сергей Николаевич стал ассистентом нового главного тренера днепропетровского «Днепра» Мирона Маркевича. В тренерском штабе ему поручили отвечать за атакующие действия команды. 30 июня 2016 года покинул «Днепр» вслед за Маркевичем и вернулся в программу «Профутбол».

## Достижения
- Серебряный призёр чемпионата Украины: 1999
- Бронзовый призёр чемпионата Украины (2): 1996, 1998
- Лучший легионер Китая (2000)
- Финалист Кубка Украины (2): 1997, 2006

## Семья
Жена Светлана, дочь Ольга, сын Юрий.